# Jakob Ahlmann Nielsen
Jakob Ahlmann Nielsen (Aalborg, 18 gennaio 1991) è un ex calciatore danese, di ruolo difensore.

## Carriera

### Club
Ha giocato nella massima serie danese con l'Aalborg.

### Nazionale
Ha esordito con la nazionale danese il 22 maggio 2014 nell'amichevole Ungheria-Danimarca (2-2).

## Palmarès

### Club

#### Competizioni nazionali
- Coppa di Danimarca: 1

Aalborg: 2013-2014
- Campionato danese: 1

Aalborg: 2013-2014